# ستيوارت باركر (كاتب)
ستيوارت باركر (بالإنجليزية: Stewart Parker)‏ هو مؤلف وكاتب سيناريو وكاتب وشاعر بريطاني، ولد في 20 أكتوبر 1941 في بلفاست في المملكة المتحدة، وتوفي في 2 نوفمبر 1988 في لندن في المملكة المتحدة بسبب سرطان.

## وصلات خارجية
- ستيوارت باركر على موقع IMDb (الإنجليزية)
- ستيوارت باركر على موقع الموسوعة البريطانية (الإنجليزية)
- ستيوارت باركر على موقع قاعدة بيانات برودواي على الإنترنت (الإنجليزية)